# Jalovec (přírodní památka)
Jalovec je přírodní památka poblíž obce Číchov v okrese Třebíč v nadmořské výšce 490–570 metrů. Oblast spravuje Krajský úřad Kraje Vysočina.
Důvodem ochrany je zachování jalovce obecného (latinsky Juniperus communis L.) a zbytků přirozených podhorských pastvin s výskytem hořečku nahořklého (lat. Gentianella amarella L. Bůrner), trličníku brvitého (lat. Gentianopsis ciliata L. Ma), pcháče bezlodyžného (lat. Cirsium acaule Scop.) a hořečku českého (lat. Gentianella bohemica Skalický), který zde roste na své absolutní areálové hranici směrem k východu.